# Eddy Poelmann
Eddy Poelmann (Amsterdam, 10 april 1950) is een Nederlands sportverslaggever, die vooral bekend is geworden als voetbalcommentator.
Poelmann begon zijn loopbaan in de schrijvende journalistiek. Hij werkte onder meer bij De Tijd. In de jaren zeventig maakte hij zijn omroepdebuut: samen met Evert ten Napel presenteerde hij het radioprogramma Tros Aktua Sport Café. Van 1981 tot en met 2003 was Poelmann in vaste dienst  bij Studio Sport. Hij versloeg met name voetbalwedstrijden, maar ook andere sportevenementen zoals de Olympische Spelen. Ook verrichtte hij diverse interviews, zoals met Ajax-voorzitter Ton Harmsen op 25 mei 1985 in Limburg, nadat Ajax na een 2-3 uitzege in Kerkrade landskampioen was geworden van het seizoen 1984/85.
Poelmann deed onder meer verslag van verscheidene interlands van het Nederlands elftal. Op het EK van 1988 was hij commentator van de groepswedstrijd Ierland-Nederland. Het beslissende doelpunt van Wim Kieft begeleidde hij met de woorden 'een lucky, maar wat geeft dat'. Bij het WK van 1994 ontstond enige kritiek uit feministische hoek, toen Poelmann tijdens de wedstrijd Nederland-Saoedi-Arabië concludeerde dat Ronald Koeman stond te verdedigen 'als een oud wijf'. Als hoogtepunt in zijn journalistieke loopbaan noemt Poelmann zelf de Champions League-finale van 1999, tussen Manchester United en Bayern München.
Op 21 januari en 6 juni 2000 was hij te gast in Dit was het nieuws, met respectievelijk Erik de Zwart en Kees Jansma.
Na zijn loopbaan bij Studio Sport was Poelmann werkzaam bij WK Producties (een bedrijf van Kees Jansma en Will Moerer). Daar was hij commentator van de Eredivisie en buitenlandse voetbalwedstrijden.
Louis van Gaal noemde Eddy Poelmann 'de beste voetbalverslaggever van Nederland'.
Zijn stem is te horen in het computerspel 'UEFA Champions League', dat in 2006 is uitgekomen.